# 小行星4460
小行星4460，又称为美幌町星，是由日本天文学家圓舘金和渡边和郎于1990年2月28日在北海道北见市发现的主带小行星。
小行星4460以发现者圓館金居住的地点——美幌町命名。